# Cratere Haroeris
Haroeris è un cratere sulla superficie di Ganimede.